# Армунья-де-Альмансора

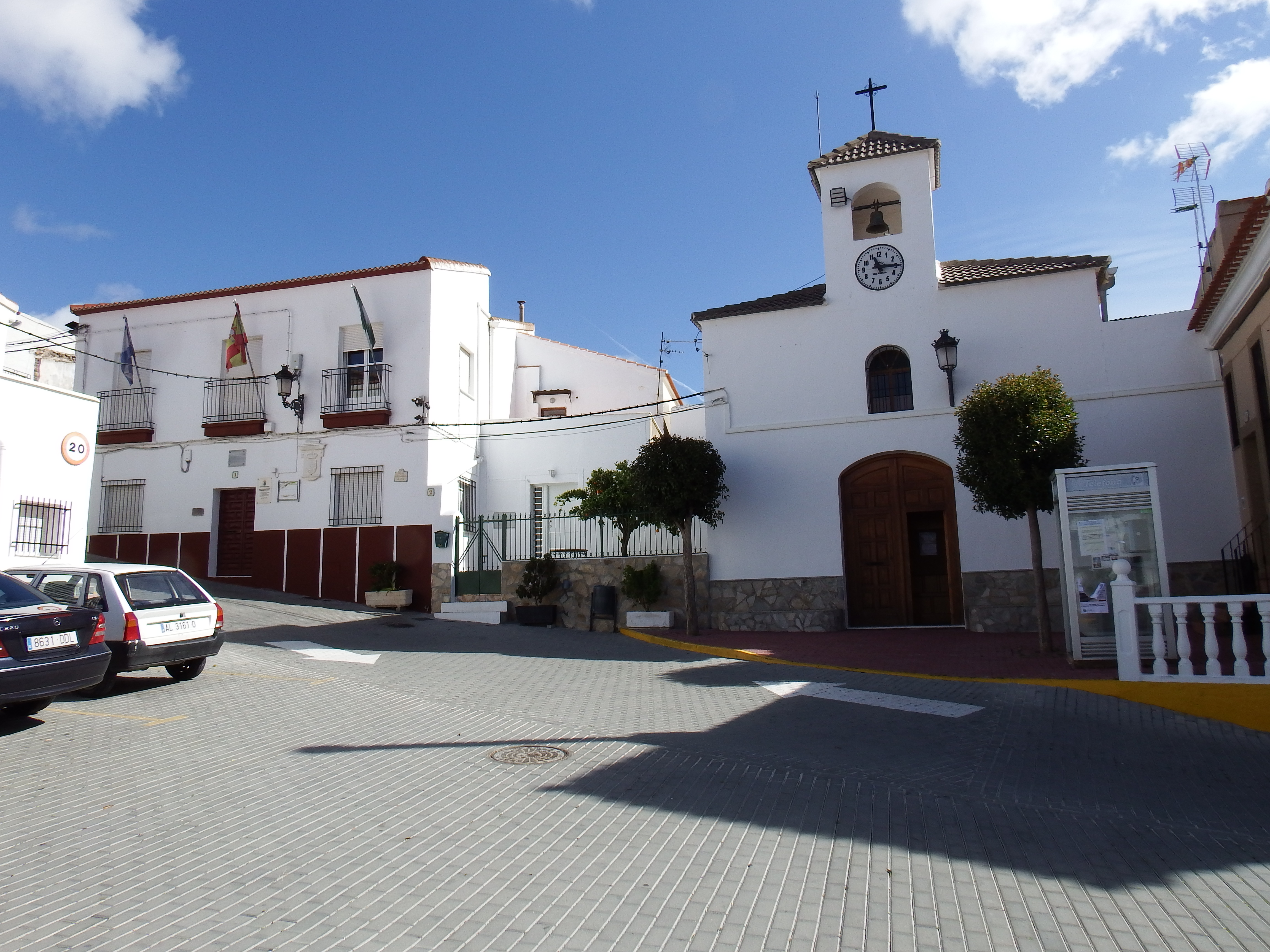

Армунья-де-Альмансора (ісп. Armuña de Almanzora) — муніципалітет в Іспанії, у складі автономної спільноти Андалусія, у провінції Альмерія. Населення — 339 осіб (2010).
Муніципалітет розташований на відстані близько 360 км на південь від Мадрида, 55 км на північ від Альмерії.

## Демографія
Динаміка населення (INE ):